# Adda von Königsegg
Adda von Königsegg (* 7. November 1872 in Karschau, Kr. Rastenburg, Ostpreußen; † 12. November 1945 in Güstrow, Mecklenburg) war eine deutsche Krankenschwester und Schriftstellerin.

## Leben
Als Tochter eines Gutsbesitzers wurde sie Johanniterschwester. Im Ersten Weltkrieg leitete sie Soldatenheime, später in Königsberg (Preußen) das Heim der Evangelischen Frauenhilfe. Sie war Vorsitzende der Johanniter-Schwesternschaft der Preußischen Genossenschaft des Johanniterordens.
Schon in ihren 20er Jahren entwickelte sie eine lebhafte und vielseitige schriftstellerische Tätigkeit. Sie schrieb u. a. Essays über die Königsberger Johann Georg Scheffner, Johanna Motherby, Wilhelm Traugott Krug, Johann Georg Madeweiss und Ludwig Nicolovius.
Auf der Flucht aus Ostpreußen starb sie in Güstrow an einer Infektion.

## Werke
- Der Große Kurfürst. Ein historischer Roman. 1935.
- Die Frau, die die Romantik selber war. Bettinas Lebensroman. 1938.
- Fürstin im Schatten. Luise von Weimar. Ein deutsches Frauenbild. 2. Auflage. Leipzig 1940.
- Die große Pflicht. 1941.
- Die Sendung des Leutnants von Pressen. Roman 1943.